# Nowy Dom Polski w Jerozolimie
Nowy Dom Polski w Jerozolimie – klasztor polskich elżbietanek położony w dzielnicy Me’a Sze’arim, dom pielgrzyma.

## Historia
Siostry Elżbietanki z prowincji poznańskiej przybyły do Jerozolimy w 1931 r. na apel kardynała Augusta Hlonda w celu zapewnienia sprawnej opieki nad pielgrzymami licznie przybywającymi do Domu Polskiego (obecnie zwanego Starym), który z inicjatywy ks. Marcina Pińciurka powstał na początku XX w. w obrębie Starego Miasta. W latach 30. XX w. Stary Dom Polski nie był już w stanie przyjmować wszystkich chętnych pielgrzymów. W 1934 r. siostry, z inicjatywy S. Innocenty Gierszewicz, nabyły niewielki teren na północ od Bramy Damasceńskiej (poza murami Starego Miasta). Ze względu na skromne fundusze budowa trwała wiele lat. Wielką zasługę w ukończeniu Nowego Domu Polskiego mieli polscy żołnierze stacjonujący w Jerozolimie podczas II wojny światowej, w szczególności z Brygady Strzelców Karpackich pod dowództwem gen. Stanisława Kopańskiego oraz biskup polowy Józef Gawlina. Nowy Dom Polski został oddany do użytku i poświęcony 21 grudnia 1941 r.
Na skutek toczącej się wojny żydowsko-arabskiej, 1 czerwca 1948 r. siostry pod eskortą wojska musiały opuścić dom, by móc powrócić do niego po dwóch latach. W tym czasie dom został zupełnie zdewastowany. W latach 50. XX w. ze względu na sytuację polityczną Nowy Dom Polski został na wiele lat odcięty od części miejsc pielgrzymkowych granicą państwową. Swoją funkcję domu pielgrzyma odzyskał w 1967 r. po zniesieniu granicy izraelsko-jordańskiej dzielącej Jerozolimę.

## Dom pielgrzyma
Dom dysponuje kilkudziesięcioma miejscami noclegowymi w pokojach jedno- dwu- i wieloosobowych z łazienkami. Przyjmowane są zarówno grupy pielgrzymkowe jak i pielgrzymi indywidualni. Do ich dyspozycji jest kaplica, sala rekreacyjna, zacieniony taras na dachu oraz jadalnia, gdzie serwowane są śniadania i obiado-kolacje.

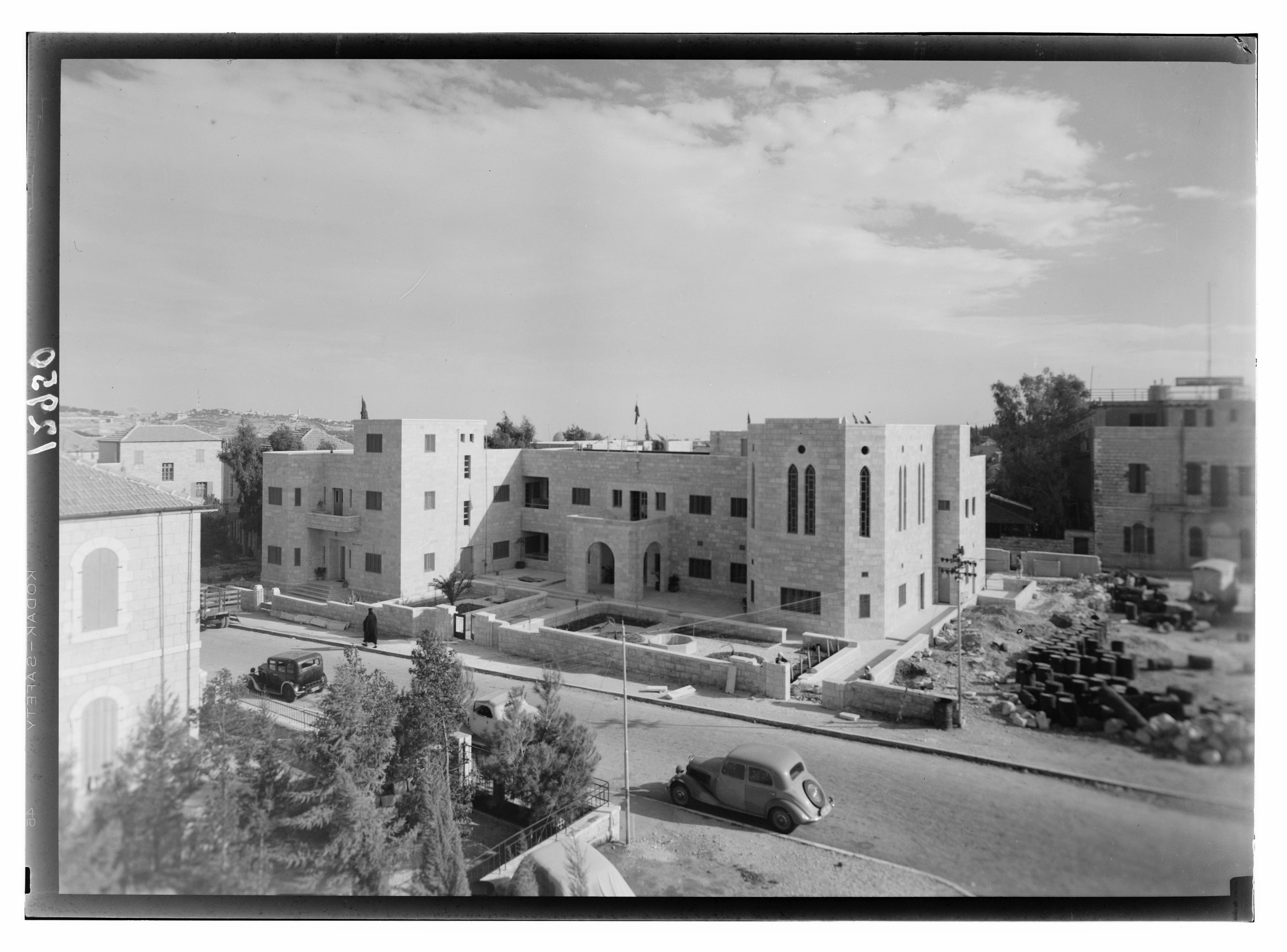
30 czerwca 1944 roku
Jedno z wnętrz między 1940 a 1946 rokiem
Siostra i żołnierze między 1940 a 1946 rokiem
Msza w kaplicy między 1940 a 1946 rokiem